# Mario Puzo
Mario Gianluigi Puzo (født 15. oktober 1920, død 2. juli 1999) var en amerikansk forfatter, der er har skreven en lang række bøger, men er mest kendt for sine skildringer af den amerikanske underverden, heriblandt hans mest berømte værk The Godfather (1969), som Francis Ford Coppola filmatiserede med stor succes.
Puzo døde 2. juli 1999 på Long Island i New York.

### Romaner
- The Dark Arena (1955)
- The Fortunate Pilgrim (1965)
- The Runaway Summer of Davie Shaw (1966)
- Six Graves to Munich (1967), som Mario Cleri
- Fools Die (1978)
- The Fourth K (1990)
- The Last Don (1996)
- Omertà (2000)
- The Family (2001) (afsluttet af Puzos kæreste Carol Gino)

#### Serier
1. The Godfather (1969)
2. Sicilianeren (1984) – foregår mellem 6. og 7. bog i The Godfather

### Faglitteratur
- "Test Yourself: Are You Heading for a Nervous Breakdown?" som Mario Cleri (1965)
- "The Six Million Killer Sharks That Terrorize Our Shores" som Mario Cleri (1966)
- "Choosing a Dream: Italians in Hell's Kitchen" (1971)
- The Godfather Papers and Other Confessions (1972)
- Inside Las Vegas (1977)

### Korthistorier
Korthistorierne er, med undtagelse af "The Last Christmas" og "First Sundays", skrevet under pseudonymet Mario Cleri.
- "The Last Christmas" (1950)
- "John 'Red' Marston's Island of Delight" (1964)
- "Big Mike's Wild Young Sister-in-law" (1964)
- "Six Graves to Munich" (1965)
- “Saigon Nymph Who Led the Green Berets to the Cong's Terror Headquarters” (1966)
- "Trapped Girls in the Riviera's Flesh Casino" (1967)
- "The Unkillable Six" (1967)
- "First Sundays" (1968)
- "Girls of Pleasure Penthouse" (1968)
- "Order Lucy For Tonight" (1968)
- "12 Barracks of Wild Blondes" (1968)
- "Charlie Reese's Amazing Escape from a Russian Death Camp" (1969)

### Manuskripter
- The Godfather (1972)
- Earthquake (1974 - August, 1972 kun kladde)
- The Godfather Part II (1974)
- Superman (1978)
- Superman II (1980)
- The Cotton Club (1984 - story only)
- The Godfather: Part III (1990)
- Christopher Columbus: The Discovery (1992)
- Superman II: The Richard Donner Cut (2006)
- The Godfather, Coda: The Death of Michael Corleone (2020)

### Filmatiseringer
- A Time to Die (1982)
- Sicilianeren (1987)
- The Fortunate Pilgrim (1988)
- The Last Don (1997)
- The Last Don II (1998)

### Computerspil
- The Godfather (1991)
- The Godfather (2006)
- The Godfather II (2009)